# Christoph Seitz
Christoph Seitz (* 20. November 1914 in München; † 14. Juli 1985 in Mühldorf am Inn) war ein deutscher Politiker (SED) und 1945 der erste Oberbürgermeister von Rostock nach dem Zweiten Weltkrieg. Er flüchtete 1961 in die Bundesrepublik Deutschland.

## Leben
Christoph Seitz wurde als Sohn eines Arbeiters geboren. Nach dem Besuch der Volksschule absolvierte er eine Lehre als Metallarbeiter und Gürtler. In diesem Beruf war Seitz danach tätig. 1932 trat er in den Kommunistischen Jugendverband Deutschlands ein, der 1933 verboten wurde. 1937 wurde Christoph Seitz zum Reichsarbeitsdienst verpflichtet. Nach Beginn des Zweiten Weltkrieges wurde er zur Wehrmacht eingezogen. 1942 desertierte er und geriet so in sowjetische Kriegsgefangenschaft. Hier wurde Seitz Mitglied des Nationalkomitees Freies Deutschland, als deren Frontbeauftragter der 3. Armee der Weißrussischen Front er von April 1944 bis zum April 1945 tätig war. Nach dem Einmarsch der Roten Armee im Mai 1945 wurde Christoph Seitz als Oberbürgermeister von Rostock eingesetzt. Dieses Amt bekleidete er bis zum November 1945. Es folgte die Tätigkeit als Oberbürgermeister von Schwerin. 1945 trat er in die KPD ein, 1946 nach dem Zusammenschluss mit der SPD wurde Seitz SED-Mitglied. In seiner Eigenschaft als Kommunalpolitiker nahm er am ersten Lehrgang der Deutschen Verwaltungsakademie in Forst Zinna teil.
Im Dezember 1949 wurde Christoph Seitz Mitarbeiter im Ministerium für Auswärtige Angelegenheiten der DDR (MfAA). Am 3. März 1950 beschloss die Provisorische Regierung der DDR auf Vorschlag von Außenminister Georg Dertinger, Seitz mit Wirkung vom 16. Dezember 1949 zum Zweiten Missionsrat der Diplomatischen Mission der DDR bei der Regierung der ČSR in Prag zu ernennen. Von 1952 bis 1956 fungierte er als Botschaftsrat und Geschäftsträger an der DDR-Botschaft in Moskau. Am 6. März 1953 wurde Seitz als Botschaftsrat und Geschäftsträger der Diplomatischen Mission in der UdSSR anlässlich des Ablebens Josef Stalins vom stellvertretenden Außenminister der UdSSR, Jakob Malik, zum Kondolenzbesuch empfangen. Von 1956 bis 1957 studierte er an der Parteihochschule und war von 1957 bis 1960 Sekretär der SED-Bezirksparteiorganisation im Ministerium für Auswärtige Angelegenheiten. Nachdem 1960 ein geplanter Einsatz als Botschafter in Albanien nicht erfolgt war, wurde Seitz im Oktober 1960 zum Leiter der Ersten Europäischen Abteilung des MfAA berufen. Im Januar 1961 floh Christoph Seitz in die Bundesrepublik Deutschland.

## Auszeichnungen
- 1955 Vaterländischer Verdienstorden in Bronze[5]